# Marin Trenk
Marin Trenk (* 15. September 1953 in Crvenka, Jugoslawien) ist ein deutscher Ethnologe.
Bekanntheit erlangte er mit dem Buch Döner Hawaii, in dem er die „Eindeutschung“ ausländischer Kost analysiert.

## Werdegang
Trenk studierte von 1975 bis 1981 Ethnologie, Soziologie und Religionswissenschaft an der Freien Universität Berlin. Während seines Studiums betrieb er Feldforschungen in Nigeria und Kenia. In den Jahren 1981 bis 1986 folgte an der FU Berlin ein Zweitstudium der BWL.
Seit dem Jahr 2006 hat er einen Lehrstuhl für Ethnologie an der Johann Wolfgang Goethe-Universität Frankfurt am Main.
Dort führte er das Forschungsgebiet Kulinarische Ethnologie ein.
Trenk ist Mitglied im Kulinaristik-Forum und erforscht schwerpunktmäßig die thailändische Esskultur. In Isaan betrieb er 15 Monate lang Feldforschungen.

## Veröffentlichungen (Auswahl)
- Die Milch des weißen Mannes. Die Indianer Nordamerikas und der Alkohol. 2000, ISBN 978-3-496-02492-7.
- Überlebensstrategien eines kleinbäuerlichen Dorfes der Bariba am Rande der Sahelzone im Norden Benins. mit Dieter Weiss, 2002.
- Weiße Indianer. Grenzgänger zwischen den Kulturen in Nordamerika. Persimplex-Verlagsgruppe 2009, ISBN 3-940528-74-9.
- Döner Hawaii. Unser globalisiertes Essen. Klett-Cotta 2015, ISBN 978-3-608-94889-9.